# Khaled Al-Behair
Khaled Al-Behair (17 dicembre 1970) è un ex giocatore di calcio a 5 saudita.

## Carriera
Come massimo riconoscimento in carriera vanta la partecipazione al FIFA Futsal World Championship 1989 in cui la nazionale saudita è stata eliminata nel girone del primo turno comprendente Brasile, Ungheria e Spagna. La rete siglata l'8 gennaio contro l'Ungheria, vincitrice dell'incontro per 11-2, fanno di Al-Behair uno dei marcatori più giovani nella storia della rassegna iridata (18 anni e 22 giorni).